# Otto Schmeil
Franz Otto Schmeil, född 3 februari 1860 i Großkugel, död 3 februari 1943 i Heidelberg, var en tysk zoolog och pedagog.
Efter att ha varit rektor i Magdeburg bosatte Schmeil sig i Heidelberg som titulärprofessor. Han var en framstående representant för reformpedagogiken inom den naturhistoriska undervisningen. Han försökte att i denna genomföra den biologiska uppfattningen, det vill säga beskrivningen och förklaringen av växterna och djuren som levande varelser, varvid systematiken ej fick det övervägande intresse som den hade i den äldre skolundervisningen inom zoologi och botanik samt att morfologin ständigt kompletterades och förklarades genom fysiologiska faktorer. Han ville därigenom leda ungdomen till att verkligen förstå naturen och utveckla natursinnet.
Schmeil framlade sitt program i Über die Reformbestrebungen auf dem Gebiete des naturgeschichtlichen Unterrichts (1897; nionde upplagan 1910), och genomförde det praktiskt i Lehrbuch der Zoologie (1899; 35:e upplagan 1915) och Lehrbuch der Botanik (1903; 36:e upplagan 1915), samt i sina ännu mera spridda Leitfaden och Grundrisse i samma ämnen.